# Heiner Dunckel

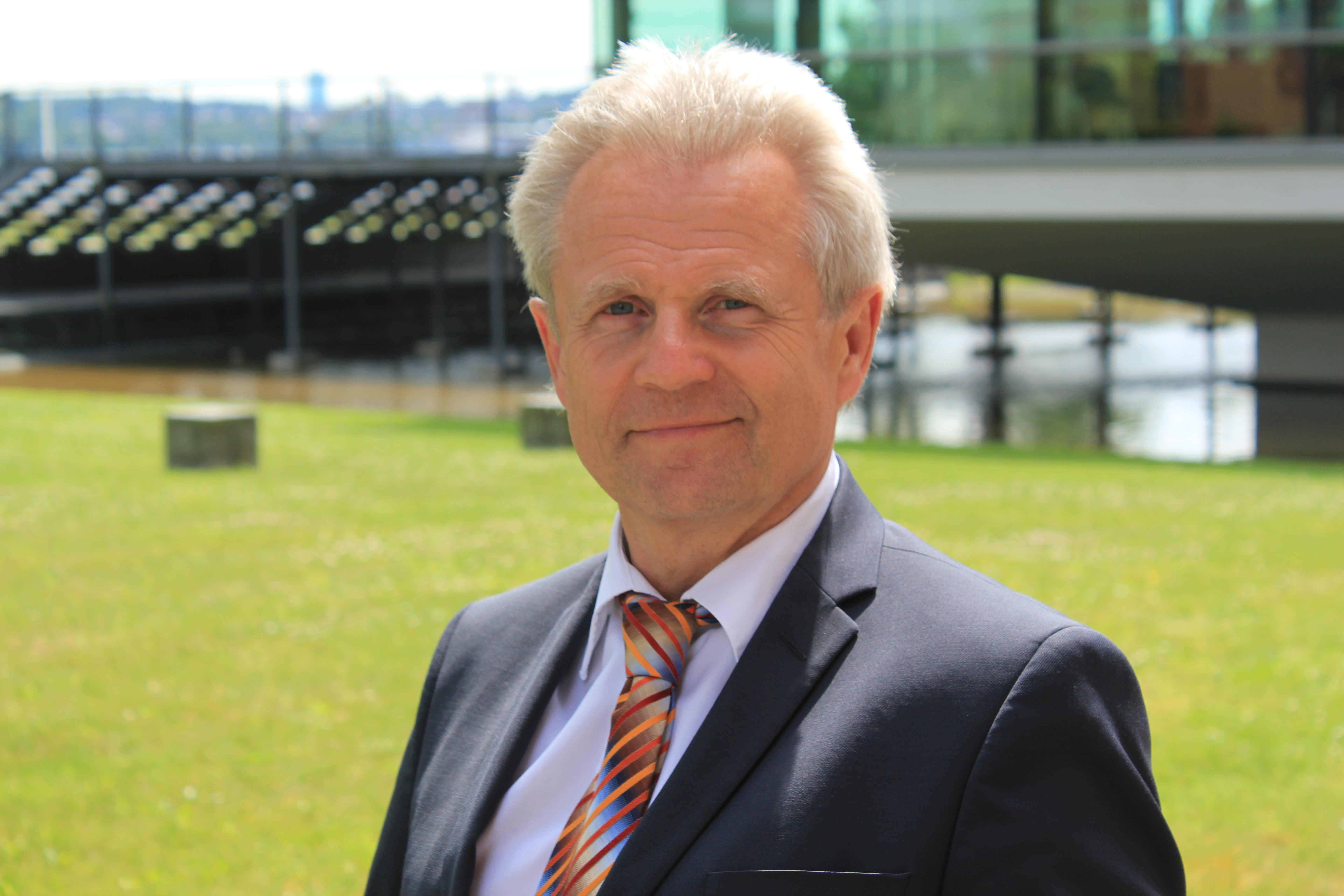
Heiner Dunckel (2017)

Heiner Dunckel (* 16. Januar 1954 in Hamburg) ist ein deutscher Arbeits- und Organisationspsychologe, Hochschullehrer und Politiker (SPD). Von 2017 bis 2022 war er Mitglied des schleswig-holsteinischen Landtages.

## Leben und Beruf
Nach dem Abitur 1973 am Friedrich-Ebert-Gymnasium in Hamburg studierte Dunckel Psychologie, Soziologie und Politische Ökonomie in Mannheim und Berlin. 1980 legte er seine Diplom-Hauptprüfung in Psychologie an der Freien Universität Berlin ab.
Während und nach seiner Promotion im Jahr 1985 lehrte Dunckel an Universitäten in Berlin, Osnabrück, Zürich, Salzburg sowie in Asien und Lateinamerika. Eine Zwischenstation nach der Promotion stellte unter anderem eine zweijährige Beschäftigung bei den Berliner Stadtreinigungsbetrieben dar. Seit 1996 hat Dunckel an der Europa-Universität Flensburg die Professur für Arbeits- und Organisationspsychologie am Institut für Internationales Management und Ökonomische Bildung inne. Von 2001 bis 2009 war er Rektor der Europa-Universität Flensburg.
Dunckel ist verheiratet und hat vier Kinder.

## Engagement
Dunckel ist unter anderem Mitglied in der Deutschen Gesellschaft für Psychologie, der Gesellschaft für Arbeitswissenschaft (GfA), der SPD und der Gewerkschaft Verdi. Im September 2016 nominierten ihn Mitglieder des SPD-Kreisverbandes Flensburg zum Kandidaten für die Landtagswahl in Schleswig-Holstein 2017.
Bei der Wahl konnte er den Landtagswahlkreis Flensburg mit 31,6 Prozent der Erststimmen direkt gewinnen und wurde somit Abgeordneter des Landtags. Dort wirkte er als Mitglied im Bildungsausschuss und als Sprecher der SPD-Landtagsfraktion für Hochschulen, Forschung u. Technologie sowie Industriepolitik. Des Weiteren war Dunckel stellvertretendes Mitglied im Wirtschafts- und Europaausschuss. Zudem setzte sich Dunckel für die Digitalisierung der SPD-Landtagsfraktion ein.
Bei der Landtagswahl 2022 trat er nicht mehr an.

## Veröffentlichungen

### Als Autor
- Dissertation: Mehrfachbelastungen am Arbeitsplatz und psychosoziale Gesundheit : psycholog. Überlegungen u. aktuar. Analysen, Lang Verlag, Frankfurt/Main 1985, ISBN 978-3-8204-8473-1
- Mit Dieter Zapf: Psychischer Stress am Arbeitsplatz : Belastungen, gesundheitl. Folgen, Gegenmassnahmen, Bund-Verlag, Köln 1986, ISBN 978-3-7663-3005-5
- Mit Martin Resch: Computer für den Menschen? : Risiken u. Chancen d. Computereinsatzes am Arbeitsplatz, Bund-Verlag, Köln 1987, ISBN 978-3-7663-3060-4
- Psychologisch orientierte Systemanalyse im Büro, Verlag Hans Huber, Göttingen 1996, ISBN 978-3-456-82680-6

### Als Herausgeber
- Kontrastive Aufgabenanalyse im Büro : der KABA-Leitfaden, 2 Bände: VDF Verlag der Fachvereine an den schweizerischen Hochschulen und Techniken AG, Zürich 1993, und Teubner, Stuttgart 1993, ISBN 978-3-519-02161-2 und ISBN 978-3-519-02162-9
- Handbuch psychologischer Arbeitsanalyseverfahren, VDF Hochschulverlag AG an der ETH Zürich, Zürich 1999, ISBN 978-3-7281-2238-4
- Kontrastive Aufgabenanalyse : Grundlagen, Entwicklungen und Anwendungserfahrungen, VDF Hochschulverlag AG an der ETH Zürich, Zürich 2007, ISBN 978-3-7281-3078-5